# Mejerist
Mejerist er et erhverv, hvor man arbejder med mælk og mælkeprodukter. Kravene til uddannelsen er blevet øget kraftigt gennem de seneste år, hvor mælkevarer modsat tidligere nu også skal sælges som kvalitets- , livsstils- eller oplevelsesprodukter.
Mejeribranchens fagblad er »Mælkeritidende«.
Dansk Mejerist Forbund og Danske Mejeristers Fagforening blev i 2018 en del af Fødevareforbundet NNF.

## Krav
Den faglærte mejerist skal bl.a. kunne:
1. Styre og overvåge produktionsprocesser på et mejeri eller en forarbejdningsindustri.
2. Sikre, at kvalitetskrav til råvarer og færdigvarer overholdes i alle led af produktionen.
3. Identificere og rette fejl i produktionen.
4. Lave standardisering og forkalkulation på mejeriprodukter.
5. Udtage prøver og lave analyser til mejeribrugets drifts- og produktkontrol.
6. Rengøre produktionsapparatet og kontrollere, at rengøringen overholder alle normer og forskrifter.

## Eksterne links
Kold College, den eneste mejeristskole i Norden Arkiveret 29. juni 2012 hos  Wayback Machine